# ایزومیگراستاتین
ایزومیگراستاتین (به انگلیسی: Isomigrastatin) با فرمول شیمیایی C27H39NO7 یک ترکیب شیمیایی است. که جرم مولی آن ۴۸۹٫۶۰ گرم بر مول می‌باشد. 